# Нуньес, Даниэль
Даниэль Нуньес Агияр (исп. Daniel Núñez Aguiar. род. 12 сентября 1958 года в Сантьяго-де-Куба) — кубинский тяжелоатлет, олимпийский чемпион 1980 года, неоднократный чемпион мира в рывке и двоеборье. Им были установлены 6 мировых рекордов.

## Биография
Даниэль Нуньес всю свою спортивную карьеру выступал в наилегчайшем, легчайшем и полулёгком весе за армейский спортивный клуб Гаваны.
Международная спортивная карьера Даниэля Нуньеса началась в 1976 году, когда он был включён в состав сборной Кубы и участвовал в олимпийских играх в Монреале где занял 9-е место.
На чемпионате 1977 года в Штутгарте завоевал золотую медаль в рывке, а по сумме двоеборья был на 6-м месте.
На чемпионате мира в 1978 году в Гёттисбурге Нуньес завоевал свой первый титул чемпиона мира в двоеборье.
На Олимпийских играх 1980 года в Москве Нуньес завоевал золотую медаль в весовой категории до 56 кг.
На чемпионате мира 1981 года в Лилле выступая в полулёгком весе смог завоевать серебряную медаль в толчке и двоеборье и золото в рывке.
При выступлении на Панамериканских играх 1983 года был уличён в применении анаболических стероидов.